# Robert Wohlleben

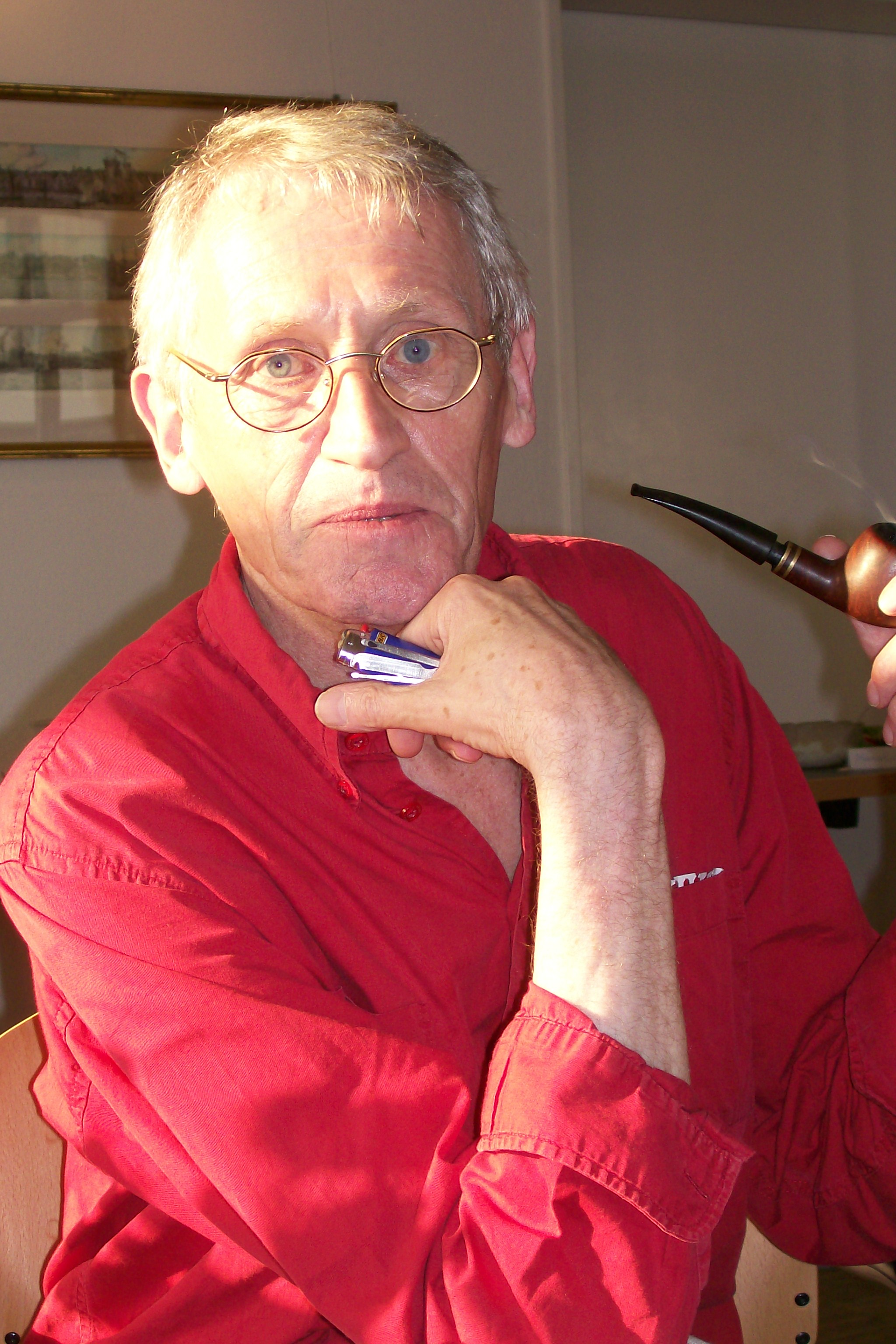
Robert Wohlleben (2007)

Robert Wohlleben (* 15. Juli 1937 in Hamburg-Rahlstedt; † 21. Juni 2024) war ein deutscher Lyriker, Essayist, Übersetzer und Verleger.

## Leben
Nach dem Studium der Germanistik und Anglistik arbeitete er von 1961 bis 1964 als Wirtschaftsredakteur bei der Zeitschrift Erdöl und Kohle – Erdgas – Petrochemie. Von 1972 bis 1993 unterrichtete er Deutsch als Fremdsprache.
Wohlleben trat als Lyriker hervor. Er wirkte außerdem als Lyrik- und Graphikverleger. Er veröffentlichte in seinem Verlag fulgura frango die Schriftenreihe Meiendorfer Drucke, darin Texte u. a. von Gabriele d’Annunzio, Albrecht Barfod (= Lars Clausen), Ernst-Jürgen Dreyer, Ludwig Harig, Arno Holz, Matthias Koeppel, Herbert Laschet Toussaint, Werner Laubscher, Ina Paul, Klaus M. Rarisch, Karl Riha, Ralf Thenior, Heinrich Würzer.
Auch veröffentlichte er Untersuchungen, etwa über Theodor Storm, Gorch Fock, Arno Holz und Arno Schmidt (etwa zu dessen Caliban über Setebos). Neben Sonetten von Shakespeare übersetzte er James Fenimore Coopers The Monikins ins Deutsche. Für die Reihe Haidnische Alterthümer im Verlag Zweitausendeins erstellte er 1997 die schwierige typografische Wiedergabe der vollständigen Neuausgabe des originalen Textes von Johann Gottfried Schnabels vierbändigem Roman Insel Felsenburg. Auch Publikationen von CineGraph und  – bis 2008 – CineFest betreute er typografisch.

## Werke
- Zwölf Gedichte, Cords u. Wohlleben, Hamburg 1967
- Veilchen und Mährrettich, Böhm u. Wohlleben, Hamburg 1969
- meiendorfer müll, Maro-Verlag, Gersthofen 1972
- Ohne Herz kein Schmerz, Wohlleben, Hamburg 1981 ISBN 978-3-88159-009-9
- Wer ist das Rotkäppchen? (Bühnenstück), Fulgura Frango, Hamburg 1981 ISBN 978-3-88159-012-9
- (mit Klaus M. Rarisch): Donnerwetter, Fulgura Frango, Hamburg 1987 (mehrere Auflagen) ISBN 978-3-88159-013-6
- Der grinsende Vater, [Erstausgabe 1986], Fulgura Frango, Hamburg ²1989
- Falsch und wunderbar, Fulgura Frango, Hamburg 1992 ISBN 978-3-88159-026-6
- Zug und Gegenzug , Fulgura Frango, Hamburg 1994 ISBN 978-3-88159-033-4
- Alstercafé, Fulgura Frango, Hamburg 1995 ISBN 978-3-88159-040-2
- Der Schimmelreiter von Finkenwerder (Essay), Fulgura Frango, Hamburg 1995 ISBN 978-3-88159-037-2
- Kino, Fulgura Frango, Hamburg 1997 ISBN 978-3-88159-047-1
- Sternzeichen, Fulgura Frango, Hamburg 2000 ISBN 978-3-88159-056-3
- Aus Nacht und Eis, Fulgura Frango, Hamburg 2002 ISBN 978-3-88159-059-4
- Für den Kaminsims, Fulgura Frango, Hamburg 2007 ISBN 978-3-88159-069-3
- On a wing and a prayer, Fulgura Frango, Hamburg 2008 ISBN 978-3-88159-074-7

### Übersetzungen
- Douglas Sirk, Imitation of Life. Ein Gespräch mit Jon Halliday, Verl. der Autoren, Frankfurt am Main: 1997 ISBN 978-3-88661-176-8
- James Fenimore Cooper, The Monikins. Eine Mär, Hg. und Nachwort: Christian Huck, 2 Bände, Achilla Presse Verlagsbuchhandlung, Butjadingen/London/Cooperstown 2009 ISBN 978-3-940350-13-8
- Charles Platt, Free Zone. Memoranda Verlag, Berlin: 2020 ISBN 978-3-948616-46-5

### Lehrbücher
- Deutsch für heute. Hamburg: R. Wohlleben (Selbstverlag)
- (mit Ilse Sander, Claus-Peter Schmid): In Deutschland leben. Deutsch für die Grundstufe, Verl. Marg. Wehle, Witterschlick/Bonn 1994, jetzt Rautenberg Media & Print Verlag ISBN 978-3-925929-10-6

### Herausgeberschaft
- Antreten zum Dichten! Lyriker um Arno Holz. Rolf Wolfgang Martens, Reinhard Piper, Robert Reß, Georg Stolzenberg, Paul Victor. Leipzig 2013, ISBN 978-3-942901-07-9